# Негреній-де-Кимпіє
Негреній-де-Кимпіє (рум. Negrenii de Câmpie) — село у повіті Муреш в Румунії. Входить до складу комуни Банд.
Село розташоване на відстані 283 км на північний захід від Бухареста, 23 км на північний захід від Тиргу-Муреша, 54 км на схід від Клуж-Напоки.

## Населення
За даними перепису населення 2002 року у селі проживали 150 осіб.
Національний склад населення села:
| Національність | Кількість осіб | Відсоток |
| -------------- | -------------- | -------- |
| угорці         | 129            | 86,0%    |
| румуни         | 21             | 14,0%    |

Рідною мовою назвали:
| Мова      | Кількість осіб | Відсоток |
| --------- | -------------- | -------- |
| угорська  | 133            | 88,7%    |
| румунська | 17             | 11,3%    |